# Oliver Thrash
Oliver Thrash es el quinto álbum de estudio de la banda chilena de hard rock Tumulto lanzado en 1990 por el sello Star Sound.

## Lista de canciones
| N.º   | Título                        | Duración |  |
| 1.    | «Sin dinero»                  | 2:54     |  |
| 2.    | «Oliver Thrash»               | 6:31     |  |
| 3.    | «Si me amas»                  | 4:12     |  |
| 4.    | «Rock solo quiero esta noche» | 3:27     |  |
| 5.    | «Te amaré como nunca lo hice» | 4:08     |  |
| 6.    | «Esta noche será»             | 2:51     |  |
| 7.    | «Por siempre te amaré»        | 3:29     |  |
| 27:32 |                               |          |  |

## Integrantes
- Orlando Aranda: Guitarra y voz
- Alfonso Vergara: Bajo y voz
- Jorge Fritz: Teclados
- Robinson Campos: Batería